# The Deerslayer (film 1913)
The Deerslayer è un cortometraggio muto del 1913 diretto da Hal Reid e Laurence Trimble.

## Produzione
Il film fu prodotto dalla Vitagraph Company of America. Venne girato a Cooperstown, nello stato di New York

## Distribuzione
Distribuito dalla General Film Company, il film - un cortometraggio in due bobine - uscì nelle sale cinematografiche statunitensi il 7 maggio 1913.